# Vivianne Miedema

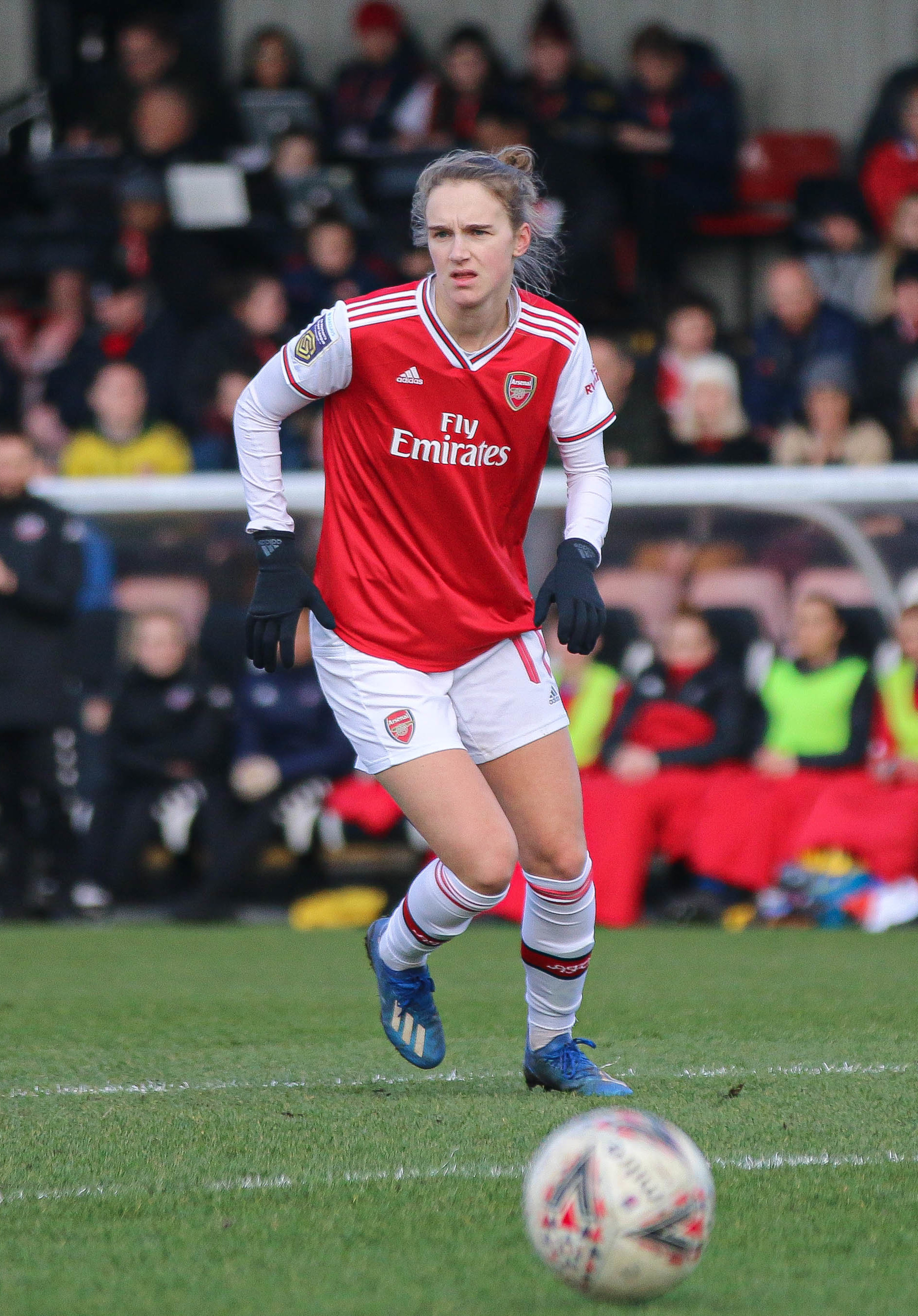
Vivianne Miedema em 2020

Anna Margaretha Marina Astrid "Vivianne" Miedema, mais conhecida como Vivianne Miedema (Hoogeveen, 15 de julho de 1996) é uma futebolista profissional holandesa que joga como atacante na Super Liga Feminina da FA (FA WSL), no Arsenal, e na seleção da Holanda. Miedema também jogou pelo Bayern de Munique e pelo SC Heerenveen.

## Carreira do clube
Em 18 de outubro de 2020, Em 2020, Miedema foi eleita Jogadora do Ano no London Football Awards e pela Associação de Escritores de Futebol da Inglaterra. Ela foi eleita Jogadora do Ano da PFA Feminina em 2019. No mesmo ano, ela foi indicada para a Ballon d'Or Féminin . Ela foi nomeado para o Top 10 da The Guardian 's The 100 Best Female futebolistas do Mundo em 2017 e 2019,  tem 97 internacionalizações e marcou 77 golos pela Holanda, tornando-se na melhor artilheira de todos os tempos.Miedema se tornou a primeira jogadora a marcar 50 gols na WSL, ultrapassando o recorde de todos os tempos da liga de 49 (estabelecido por Nikita Parris ) quando marcou um hat-trick na vitória de 6-1 contra o Tottenham Hotspur . Em 07 de fevereiro de 2021 Manchester City frente Ellen White tornou-se a todos os tempos artilheiro registro, tendo marcado 55 vezes para Miedema de 54. No dia 7 de março, Miedema ultrapassou novamente as brancas, com 56 gols. Dos primeiros 52 gols de Miedema na WSL, ela marcou 34 vezes com o pé direito, 14 com o esquerdo e 4 de cabeça. Nenhum dos gols veio de pênalti. Em média, ela marcou uma vez a cada 83 minutos, em comparação com os 171 minutos de Parris.
Em 15 de junho de 2019, Miedema se tornou a artilheira de todos os tempos da seleção holandesa de futebol feminino após marcar seu 60º gol na vitória por 3 a 1 sobre Camarões na Copa do Mundo Feminina da FIFA 2019 na França. Ela ultrapassou o recorde de Melis e ampliou sua vantagem sobre o artilheiro do time masculino, Robin van Persie . Durante a vitória da Holanda por 2 a 0 nas quartas de final sobre a Itália, ela marcou os dois gols, foi eleita a melhor jogadora em campo e levou a seleção holandesa à sua primeira semifinal de uma Copa do Mundo. O desempenho de Miedema ao longo do torneio foi fundamental para levar a Holanda à final, onde perdeu por 2 a 0 para o atual campeão, os Estados Unidos .
Cresceu no Feyenoord e inspirou-se no jogo de Robin van Persie.  Por ser holandesa e ter o número 10 do Bayern de Munique, ela foi comparada a Arjen Robben .  O jornalista David Winner, autor de um livro sobre o futebol holandês, vê seu estilo de jogo como uma mistura de Marco van Basten e Dennis Bergkamp .  Descrita como uma artilheira intensa e prolífica, Miedema não define metas de gols para si mesma.  O ex-atacante do Arsenal Kelly Smith disse a respeito de Miedema: "Ela marca gols com o pé esquerdo e direito, a cabeça e define gols. Para mim, ela é a striker completa, e é a melhor do mundo no momento. Ela é sempre uma ameaça, não importa o minuto do jogo. Eu acho que seu movimento é muito inteligente e sua habilidade de finalização é fenomenal. Quando ela está na frente do gol, é apenas essa abordagem calma e composta que ela tem. "  A ex-internacional sueca, Nilla Fischer descreveu Miedema como uma jogadora inteligente e inteligente: "Ela realmente tenta ir para o seu ponto cego e, em seguida, agir quando você não está pronto."

## Vida pessoal
É namorada da futebolista Beth Mead.

## Títulos

### Clubes

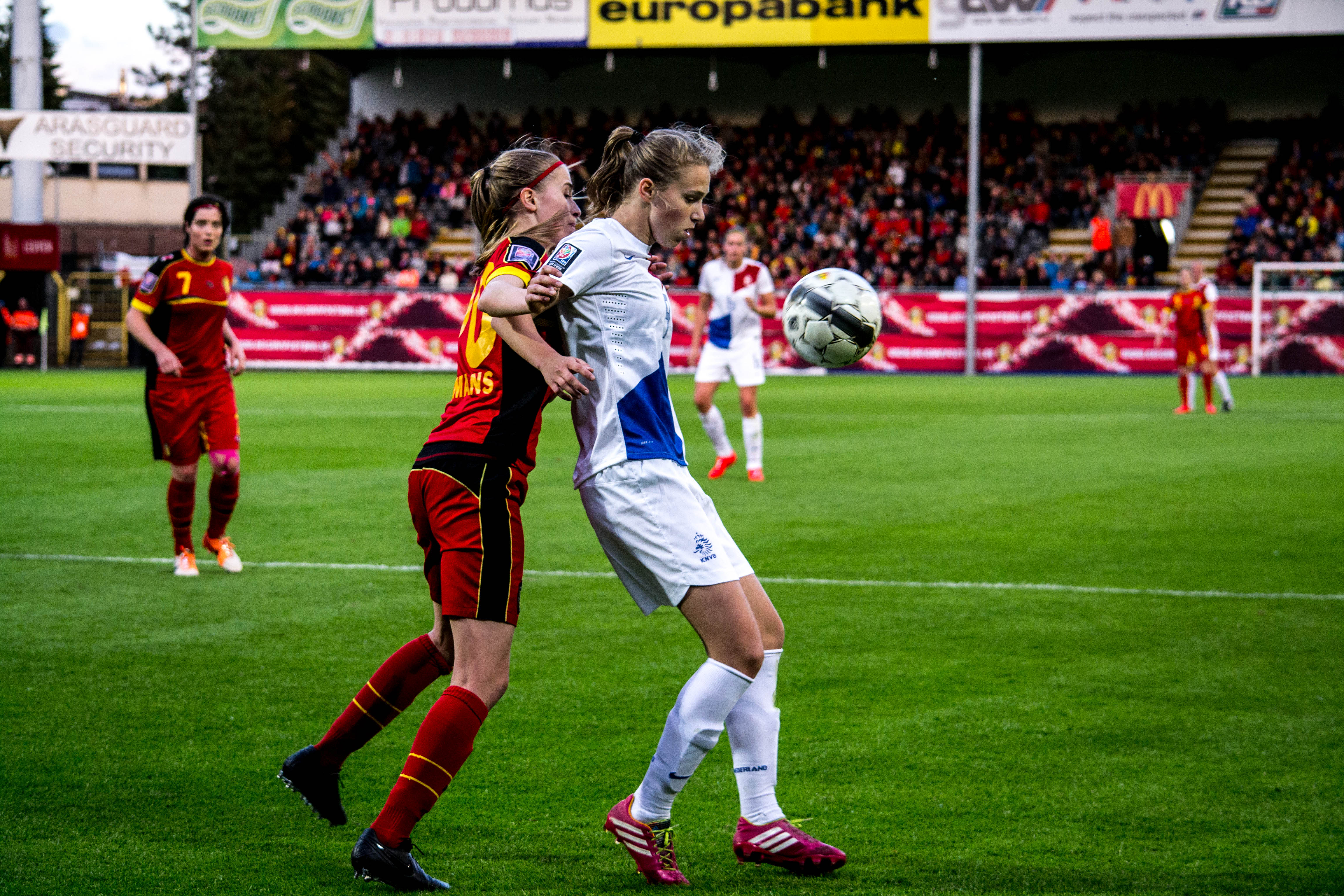
Miedema aos 17 anos de idade durante uma partida contra a Bélgica em maio de 2014

Bayern Munich
- Bundesliga: 2014–15, 2015–16[13]

Arsenal
- FA WSL: 2018–19[13]
- FA WSL Cup: 2017–18[13]

### International
Netherlands U19
- UEFA Women's Under-19 Championship: 2014[13]

Netherlands
- UEFA Women's Euro: 2017[13]

### Individual
Awards
- UEFA Women's Under-19 Championship Golden Player: 2014[14]
- London Football Awards Women's Player of the Year: 2018–19, 2019–20[15]
- PFA Women's Players' Player of the Year: 2018–19[16][17]
- FWA Women's Footballer of Year: 2019–20[18][19]
- IFFHS Women's World Team: 2020[20]
- FIFA FIFPro Women's World11: 2020,[21] 2021[22]
- Her Football Hub Player of the Year 2020[23]
- BBC Women's Footballer of the Year 2021[24]

Performances
- BeNe League top goalscorer: 2013–14[14]
- UEFA Women's Under-19 Championship top goalscorer: 2014[14]
- UEFA Women's Champions League top goalscorer: 2016–17,[25] 2019–20[26][27]
- FA Women's Super League top goalscorer: 2018–19,[28] 2019–20[29][30]